# Magali Meneses
Magali Meneses también conocida como Maga Meneses (17 de febrero de 1950)es una directora audiovisual, guionista y fotógrafa chilena. Es autora de varias producciones de documentales audiovisuales abordando temáticas de género e indígenas, además de producciones televisivas y video.Es cofundadora de la Corporación Chilena de Video y Artes Electrónicas, creada en 1993 por Néstor Olhagaray con la finalidad de investigar e impulsar las artes mediales en Chile.

## Biografía
Estudió Artes en la Pontificia Universidad Católica de Chile en Santiago, donde realizó estudios sobre sonidos, edición y cine. En 2014, obtuvo el grado de cine documental en la Universidad Academia de Humanismo Cristiano en Santiago.
Durante los ochenta, se sumó a los movimientos feministas que protestaron contra la dictadura militar chilena. Colaboró como fotógrafa y diagramadora de publicaciones de la socióloga y activista Julieta Kirkwoord editadas en Santiago en 1986, junto a la Facultad Latinoamericana de Ciencias Sociales (FLACSO).
Ha sido académica en diversas instituciones, y fue vicedirectora de la Escuela Internacional de Cine y TV de San Antonio de los Baños en Cuba y la Universidad Arcis en Chile. 

## Trayectoria
Ha dirigido una amplia variedad de obras documentales, ficción y producciones televisivas entre las que destacan: Todas íbamos a ser reínas" (1983) sobre el movimiento feminista en Chile, Wichán. El juicio (1994), una ficción hablada en Mapudungun basada en el relato de Pascual Coña y protagonizada por Lorenzo Aillapán; Pichanga: Profecías a falta de ecuaciones (1994), un documental musical basado en poemas del poeta chileno Nicanor Parra y El ojo limpio (1995), un tributo a la poeta y educadora chilena Gabriela Mistral.  
Respecto a sus incursiones en el videoarte, una de sus obras más conocida es «La comida» creada junto a la artista Sybil Brintrup en 1993. Este video muestra a ambas artistas «preparando en una forma contemplativa y casi sexual una comida que consiste en romper y comer piures, un tipo de molusco que se asemeja a una roca en cuyo interior se encuentra una especie de una masa de órganos».Esta obra es parte de la Colección del Museo Hammer. Cuando se filmó ninguna de las dos artistas tenía experiencia en materia audiovisual. 

## Filmografía

#### Documentales
- Todas íbamos a ser reinas (1983)[2]
- Bonjour, la France (1985)[8]
- Wichan. El juicio (1994)
- La pichanga[9] (1994)
- El ojo limpio[10] (1995)
- La Tierra está en el aire (1997)
- Secreto a voces (2010)
- Ríos de Luz[11] (2010)
- Un domingo de primavera[12] (2014)

#### Producciones televisivas
- Laberinto (TVN)

## Premios
- Primer Premio Festival de Video Creativo (La comida, 1983) co-realizado con Sybil Brintrup.[13][6]
- Premio de intercambio del FFCHV (Diario de viaje, 1985).
- Premio certamen de Cine Video en el Primer Festival de Cine de Valdivia (Wichan, 1994).[14]
- Premio FIPA de oro para programas cortos, Francia (Wichan, 1995).[15]